# Clădirea fostei școli poloneze de pe lângă biserica romano-catolică (Chișinău)
Clădirea fostei școli poloneze de pe lângă biserica romano-catolică este o clădire amplasată pe str. Sfatul Țării, 26 în Chișinău, Republica Moldova. Este un monument istoric și arhitectural de importanță națională inclus în Registrul monumentelor Republicii Moldova ocrotite de stat cu nr. 221 (municipiul Chișinău). Datează din 1901-1906.